# Govind Park
Le Govind Park est un stade de football situé à Ba aux Fidji. Construit en 1976, il a une capacité de 13 500 places. Il accueille les rencontres à domicile du Ba FC. Il porte son nom en l'honneur de K. N. Govind (en) un politicien fidjien.

## Historique
La création du stade est due à l'action du maire de Ba Dijendra Singh qui souhaitait la construction d'un stade moderne sur sa commune. Le stade est inauguré le 17 juillet 1976 par l'ancien président de la Fédération des Fidji de football Manikam Pillay et accueille, deux semaines après, sa première compétition, le championnat interdistrict. Le Ba FC s'impose sur le score de deux buts à zéro sur le Rewa FC. Le stade est choisi en 1978 pour accueillir la première édition de la Battle of Giants (en), remportée par le Nadi FC, un but à zéro, puis en 1979, la Fédération des Fidji de football y organise le Girmit Tournament pour le centenaire de l'arrivée des Indiens sur l'archipel. En avril 1982, le stade reçoit la première édition du tournoi des vainqueurs de Coupe.
En 2010, le stade bénéficie d'une amélioration de son éclairage grâce à subvention de l'OFC de 295 000 dollars fidjiens. En décembre 2012, le Govind Park est endommagé par le cyclone Evan (en) et des travaux d'une durée de deux mois sont nécessaires pour le remettre en état.
Le stade est de nouveau endommagé par le cyclone Winston (en), les toits des tribunes sont emportés et des travaux d'une durée supérieure à quatre mois sont nécessaires.

## Utilisations
Le stade est utilisé principalement par le Ba FC qui y dispute ses rencontres à domicile. Il est aussi l'hôte de nombreuses compétitions fidjiennes masculines comme féminines. Il est ainsi le stade choisi pour les finales du championnat interdistrict féminin en 2005.
Il accueille également des rencontres des équipes nationales. La sélection masculine s'y incline en 1997 face à la Nouvelle-Zélande, un but à zéro devant 5 500 spectateurs, dans un match comptant pour les éliminatoires de la Coupe du monde 1998. L'équipe nationale féminine y joue aussi en 2004 une rencontre de qualification pour les Jeux olympiques face à la Papouasie-Nouvelle-Guinée. Devant 500 spectateurs, les Fidjiennes s'inclinent deux buts à zéro.